# Russula cyanoxantha
Russula cyanoxantha é um fungo que pertence ao género de cogumelos Russula na ordem dos Russulales. Como todas as espécies do género Russula, é comummente conhecida como rússula.
A espécie foi descrita cientificamente pelo micologista sueco Elias Magnus Fries em 1863, mas o seu basónimo Agaricus cyanoxanthus data de 1774, na publicação pioneira de Jacob Christian Schäffer.
É um cogumelo comestível.

## Etimologia
Quanto ao nome científico desta espécie:
- O nome genérico, Russula, o mesmo provém do étimo latino clássico, russŭlus, e significa «avermelhado». [4]
- O epíteto específico, cyanoxantha, que resulta da aglutinação dos étimos gregos κυάνεος  (cyano)[5], que significa «azul», e ξανθός (xantha)[6], que significa «amarelo».[7]

## Descrição

### Morfologia

#### Umbráculo
O umbráculo ou chapéu, quando esta espécie de rússula ainda é jovem tem uma configuração convexa. Porém, nos espécimes adultos, o umbráculo tendo a assumir um formato mais aplanado, contando com uma pequena depressão ao centro e a margem encurvada. Não exibe estrias. O umbráculo pode medir 5 a 12 centímetros de diâmetro.
Assume uma coloração variada, podendo alternar entre o violeta-lilás, violeta-avermelhado, por vezes mesclado ou com nuances verdes, cinzentas e castanhas.

#### Cutícula
Tem uma aparência brilhante e um tacto liso ou ligeiramente rugoso, radialmente. A cutícula é separável do chapéu até um terço.

#### Lâminas
As lâminas desta espécie são adnatas, finas e desiguais entre si. Têm uma coloração branca. São desiguais entre si e ligeiramente bifurcadas. Têm uma  consistência elástica ou flexível. Conferem uma sensação de gordurosa ou cerosa ao tacto.

#### Pé
O pé desta espécie de cogumelo mede entre 5 a 7 centímetros de altura, por 1 a 2 centímetros de largura. Tem um formato cilíndrico, uma coloração branca.  É frequentemente invadido por larvas.

## Ecologia
Trata-se de uma espécie micorrízica, que tende a privilegiar as espécies folhosas, como as azinheiras, carvalhos ou faias, esporadicamente, também se associa às espécies resinosas, como os pinheiros.
Aparece em finais de verão e outono, também pode aparecer na Primavera, embora mais raramente.

## Comestibilidade
É muito apreciado na culinária, contando com uma carne de cor branca uniforme e textura densa. Tanto o odor, como o sabor não são muito intensos.

### Confundibilidadde
Tendo em conta a grande variabilidade que esta e outras espécies podem apresentar, no que toca à coloração do umbráculo, esta espécie pode confundir-se com outras espécies de Russula, como a Russula Vesca, a Russula sardonia e Russula aeruginea.
Uma das técnicas que se empregava, historicamente, para deslindar a confusão entre elas, passava por provar a carne e verificar se havia o característico tacto gorduroso das lâminas da Russula cyanoxantha. Caso a carne tivesse, em vez disso, um sabor picante ou amargo, em princípio, sabia-se que seria tóxica, ou não comestível, como é o caso de Russula sardonia. No entanto, esta metodologia não era totalmente válida, pois há espécies de Russulas, cuja carne é doce e que mesmo assim são tóxicas, como é o caso da Russula aeruginea.
O género das Rússulas é constituído por mais de 200 espécies, muitas das quais comestíveis, porém a sua identificação não é fácil de se realizar, atendendo apenas à caracterização morfológica macroscópica e ao sabor da carne no momento da colheita.
Por conseguinte, em muitos casos, só é possível uma identificação segura com o recurso ao ensaio de reacções químicas e da observação de caracteres microscópicos. Por esse motivo, recomenda-se especial cuidado e atenção aos colectores de cogumelos.